# Roberto Júnior Fernández
Roberto Júnior Fernández, auch Gatito Fernández genannt, vollständiger Name Roberto Júnior Fernández Torres, (* 29. März 1988 in Asunción) ist ein paraguayischer Fußballspieler. Derzeit spielt er für den Club Cerro Porteño.

## Karriere

### Verein
Der 1,91 Meter große Torhüter Fernández spielte 2006 im Nachwuchsbereich des Club Cerro Porteño. 2007 bis 2009 wird er dort im Kader des Profiteams geführt. In der Saison 2009 kam er dort zu 22 Erstligaeinsätzen. 2009 gewann sein Klub das Torneo Apertura der Primera División. Im Juli 2009 wechselte Júnior Fernández nach Argentinien zu Estudiantes de La Plata. Mitte Juli 2010 schloss er sich im Rahmen eines Leihgeschäfts dem von Miguel Ángel Russo trainierten Racing Club aus Avellaneda in Argentinien an. Für den Klub, bei dem er insgesamt 15 Erstligaspiele bestritt, debütierte er in der Meisterschaft beim 1:0-Heimsieg am 8. August 2010 gegen die All Boys. Anfang August 2011 wurde er in die Niederlande zum FC Utrecht ausgeliehen.
Kurz nach seiner Ankunft bei Utrecht erlitt der Spieler eine Verletzung am Innenmeniskus, so dass er den Saisonstart verpasste. Sein erstes Spiel in der Eredivisie bestritt er am 22. Oktober 2011 gegen den SC Heerenveen. Gegen Utrecht erstritt er eine Nachzahlung seines Gehaltes. Er hatte sich verpflichten müssen, einen Teil seiner offiziellen Gehaltszahlung an einen Dritten abzutreten, welcher diese Gelder wieder Utrecht zukommen ließ. Der Klub wollte somit die gesetzliche Mindestlohnhöhe für ausländische Spieler umgehen. Nach Ende der Saison kehrte er nach Paraguay zurück und schloss sich wieder seinem alten Jugendklub Cerro Porteño an.
Bei Cerro Porteño gab Júnior Fernández sein Debüt auf internationaler Klubebene. In der Copa Sudamericana 2012 spielte er am 30. August 2012 gegen den AC Mineros de Guayana. Júnior Fernández blieb in dem Klub bis 2014, dann ging er nach Brasilien zum EC Vitória. Sein erstes Spiel in der höchsten brasilianischen Spielklasse bestritt Júnior Fernández am 24. August 2014. Im Spiel gegen den Figueirense FC wurde er nach der Halbzeitpause für Wilson eingewechselt. Am Ende der Série A 2014 musste er mit dem Klub als Tabellensiebzehnter in die Série B absteigen. Vitória gelang zwar der direkte Wiederaufstieg, Júnior Fernández aber wechselte zum Start der Saison 2016 zum Ligakonkurrenten Figueirense FC. Nachdem sein Klub Ende der Série A 2016 absteigen musste, wechselte Júnior Fernández im November 2016 zum Aufsteiger Botafogo FR. Am 2. Februar 2023 unterzeichnete Gatito Fernández eine Vertragsverlängerung bis Ende 2024 bei Botafogo.
Am 19. Juli 2023 kehrte Gatito Fernández nach einer achtmonatigen Verletzungspause zurück, um für Botafogo beim 1:1-Unentschieden gegen das argentinische Team Patronato zu spielen, ein Spiel, das für die Copa Sudamericana 2023 gültig war. Obwohl sich der Torhüter seit Monaten vollständig von der Verletzung erholt hatte, die er sich Ende des Vorjahres im Spiel gegen Atlético Mineiro zugezogen hatte, ließ seine Rückkehr auf das Feld aufgrund der guten Leistungen seines Teamkollegen Lucas Perri, lange auf sich warten. Mit dem Klub gewann er am 23. November die Copa Libertadores 2024, mit einem 3:1-Sieg über Atlético Mineiro. Anfang Dezember schloss sich der Gewinn der Série A 2024 an. Zum Jahresanfang 2025 wechselte wieder in seine Heimat zum dritten Mal zu Cerro Porteño.

### Nationalmannschaft
Mit der U-20 Auswahl nahm Júnior Fernández an der U-20-Fußball-Südamerikameisterschaft 2007 teil. Mit der A-Auswahl der Nationalmannschaft bestritt er bislang vier Spiele. Er war auch Teil der Mannschaft, die bei der Copa América 2011 Vizemeister wurde, kam hier aber zu keinem Einsatz. Bei der Austragung der Copa América 2019 fungierte er als Stammtorhüter.

## Trivia
Sein Vater ist der ehemalige Fußballnationalspieler Roberto Fernández.

## Erfolge
Nationalmannschaft
- Copa América: Vizemeister 2011

Club Cerro Porteño
- Primera División (Paraguay): 2009 (Apertura), 2013 (Clausura)

Botafogo
- Staatsmeisterschaft von Rio de Janeiro: 2018
- Série B: 2021
- Copa Libertadores: 2024
- Campeonato Brasileiro de Futebol: 2024

## Auszeichnungen
Botafogo
- Copa do Brasil: Bester Torwart 2017[17]